# Cartea verde a Comisiei Europene
Cartea verde a Comisiei Europene este un document de consultare publicat de către Comisia Europeană cu privire la un anumit subiect, pentru a obține punctele de vedere ale cercurilor interesate cu privire la o diversitate de probleme.
Comisia publică câte o carte verde pentru fiecare subiect important, spre a stabili cu mai multă exactitate viitoarele orientări ale politicii sale cu privire la subiectul în cauză.